# Anton LaVey
Anton Szandor LaVey, nascido Howard Stanton Levey (Chicago, 11 de abril de 1930 – São Francisco, 29 de outubro de 1997), foi um músico, escritor, organista, ex-artista circense, fotógrafo forense e ocultista norte-americano que alcançou notoriedade ao fundar a Igreja de Satanás. Segundo sua autobiografia, LaVey têm ascendência georgiana da Alsácia, alemã, e romena. Além de líder da primeira organização abertamente satânica da História, os trabalhos como músico, fotógrafo forense, ocultista e domador de feras em circos o auxiliaram na formação de sua igreja, ainda que alguns documentos neguem essas informações.
LaVey foi Sumo Sacerdote da Igreja de Satanás e autor de A Bíblia Satânica, A Bruxa Satânica, entre outros livros.

## Biografia
A biografia autorizada de vida de LaVey é bem diferente da biografia fornecida por detratores e investigadores independentes. Boa parte de sua biografia foi desmistificada após as divergências e rachas entre os satanistas da alta-roda que se desafiliaram da Igreja de Satanás.
A lenda cuidadosamente projetada pode ser o legado mais duradouro de LaVey. Por meio de entrevistas com jornalistas, discussão pessoal com os seus discípulos, LaVey disseminava essa lenda. Aprovou duas biografias: a primeira delas de 1974 é O Vingador do Diabo, de Burton Wolfe, supostamente escrita a quatro mãos com LaVey. A segunda, de 1990, Vida Secreta de um Satanista, por Blanche Barton, secretária e mãe de seu filho caçula, Satan Xerxes.
Na biografia oficial afirmou que seu nome original era "Anton Szandor LaVey", entretanto seu nome de registro era "Howard Stanton Levey", em Chicago, Illinois.
Em sua biografia original, afirmava-se que seus pais eram José e Augusta LaVey, quando na realidade seus pais foram Michael Joseph Levey (1903-1992), de Chicago, Illinois e sua ex-esposa Gertrude Levey.
Gertrude Augusta Coultron que nasceu de uma mãe russa e pai ucrâniano havia emigrado para Ohio em 1893. Ambos tornaram-se naturalizados cidadãos norte-americanos em 1900. A família Levey mudou para a Califórnia, onde passou a sua infância na Baía de São Francisco. Seus pais teriam apoiado seus interesses musicais, e ele teria tentado uma série de instrumentos; seus favoritos eram os teclados, como o órgão de tubos e o Calliope. Ele fez covers de músicas instrumentais como Harlem Nocturne, de Earle Hagen.
Na biografia oficial LaVey dizia que tinha uma avó cigana, da Transilvânia, que o teria introduzido ao ocultismo, contudo depois foi revelado que a sua avó nem era cigana nem da Transilvânia. Ela era ucraniana de nome Cecile Luba Primokov-Coulton ("Coulton" foi anglicizado para "Koltonoff").
Ele teria estudado em Tamalpais High School em Mill Valley, Califórnia, até a idade de 16 anos. Contrapondo este fato, de acordo com a sua biografia autorizada, ele deixou a escola para se juntar a um circo, primeiro como empregado do alojamento do circo, depois, ainda menino, entraria em gaiolas com os grandes felinos. Mais tarde trabalhara como músico tocando a Calliope. Ele viria a trabalhar como organista em bares, salões e casas noturnas.
LaVey afirmou ter visto que muitos dos homens que participaram de obscenidades nas noites de sábados, participavam de reuniões de avivamento em igrejas em tendas nas manhãs de domingo, que reforçaram a sua visão cada vez mais cínica da religião. No prefácio à versão alemã de A Bíblia Satânica, ele cita isso como sendo o impulso de desafiar a religião cristã. Ele acusou membros freqüentadores da igreja como adeptos de uma dúbia moral.
Por bastante tempo imperou o mito de que em 1945, aos 15 anos, LaVey teria ido às ruínas do pós-guerra da Alemanha com seu tio, que seria um oficial da Guarda Costeira dos EUA, onde lhe teria mostrado filmes ultra-secretos inspirados em Lojas do culto satânico e seus rituais. Este mito foi reforçado quando Anton sobre o seu livro de 1972, The Satanic Rituals, afirmou que rituais eram transcritos do que vira na Alemanha quando jovem. Ocorre que a ex-esposa Diane LaVey revelou que quando jovem Howard passou a totalidade de 1945 no subúrbio do norte da Califórnia e nunca visitou a Alemanha, e este tio estaria preso neste período na McNeill Island Penitentiary por envolvimento com Al Capone e nunca teria sido das forças armadas. Reforçando este depoimento, a Lei Marcial dos Aliados havia proibido os cidadãos americanos de visitar Alemanha pós-guerra. Os rituais alemães seriam adaptações do conto The Hounds of Tindalos, de Frank Belknap Long e do famoso romance de H. G. Wells, A Ilha do Dr. Moreau.
Segundo a biografia oficial, enquanto esteve tocando órgão em casas burlescas de Los Angeles, ele teria tido um breve affair com a então desconhecida Marilyn Monroe, uma bailarina no Teatro Mayan. Este relato de sua biografia oficial é contestado por conhecidos de Marilyn Monroe, assim como o gerente da Mayan, Paul Valentine, que disse que ela nunca tinha sido uma de suas dançarinas, bem como negou que o teatro fora usado como uma casa burlesca.
De acordo com a sua biografia autorizada, LaVey voltou para São Francisco, onde trabalhou por três anos como fotógrafo para o Departamento de Polícia de São Francisco. Ele se envolveu como um investigador paranormal. Biógrafos posteriores levantaram dúvidas se LaVey já trabalhara no Departamento de Polícia de são Francisco, posto que não há registros que comprovem as suas declarações.
LaVey era amigo de uma série de escritores associados à revista Weird Tales; uma foto dele com George Haas, Robert Barbour Johnson (que ele conheceu no circo como um domador de animais e pintor de cenas de carnaval) e Clark Ashton Smith aparece na biografia de Blanche Barton, A Vida Secreta de um Satanista.
Em 1950, LaVey conheceu Carole Lansing e eles se casaram no ano seguinte. Lansing deu à luz a primeira filha de LaVey, Karla LaVey, nascida em 1952. Eles se separaram em 1960 depois de LaVey ficou encantado com Diane Hegarty. Hegarty e LaVey nunca se casaram, no entanto ela foi sua companheira de muitos anos e mãe de sua segunda filha, Zeena Galatea Schreck, em 1963.
Acabou por se tornar uma celebridade local através de suas performances paranormais e como organista, inclusive tocando Wurlitzer no salão de cocktails, atraindo muitos notáveis de São Francisco para suas festas. Entre os convidados, Carin Plessin, Michael Harner, Chester A. Arthur III, Forrest J. Ackerman, Fritz Leiber, Dr. Cecil E. Nixon e Kenneth Anger.
Anton LaVey veio a falecer em  29 de outubro de 1997 devido a um edema pulmonar no Hospital de St. Mary.

## A Igreja de Satanás
LaVey começou apresentando nas noites de sexta-feira palestras e rituais de ocultismo num grupo de estudos conhecido como "Círculo Mágico" até que, por fim, um filiado sugeriu que deveria fundar uma igreja.
Em 30 de abril de 1966, então, divulgou-se oficialmente, raspou a cabeça "na tradição dos antigos carrascos" e dos iázides iraquianos, e se declarou o fundador da Igreja de Satanás e seu Sumo Sacerdote. Proclamou também o ano de 1966 como o Ano Um do Reinado de Satanás, o primeiro ano da Era Satânica.
Posteriormente, Diane LaVey afirmou que Anton teria raspado sua cabeça devido a um desafio entre os dois no verão de 1966, que não tinha nada a ver com a Igreja de Satanás. Estudiosos afirmam também que os qawwals, ulemás dos iázides, não raspavam a cabeça.
LaVey também realizou batismos satânicos. O primeiro batismo satânico da História foi em 23 de maio de 1967, de sua própria filha, então com 3 anos, Zeena LaVey, quando a  consagrou ao Diabo numa cerimônia com direito a moça nua no altar e LaVey com seu famoso capuz com chifres. O evento ganhou notoriedade mundial e serviu para a gravação do vinil The Satanic Mass. Nesse período, LaVey afirmava que tinha 250 seguidores em São Francisco, Califórnia. Também fez velórios satânicos, com destaque para o do marinheiro Edward Olsen, o primeiro velório satânico da História.
LaVey de início formou um grupo chamado a Ordem do Trapezoide, que mais tarde evoluiu no que hoje é o sacerdócio da Igreja de Satanás. Posteriormente, instituiu-se um grau para os mais elevados na ordem, o Conselho dos Nove, que são a autoridade máxima administrativa e cerimonial da instituição.

## Obras escritas
- The Satanic Bible (1969) (Avon, ISBN 0-380-01539-0)
- The Satanic Rituals (1972) (Avon, ISBN 0-380-01392-4)
- The Satanic Witch (1989) (Feral House, ISBN 0-922915-00-8)
- The Devil's Notebook (1992) (Feral House, ISBN 0-922915-11-3)
- Satan Speaks! (1998) (Feral House, ISBN 0-922915-66-0)